# Бумбекарі
Бумбекарі (рум. Bumbăcari) — село у повіті Бреїла в Румунії. Входить до складу комуни Дудешть.
Село розташоване на відстані 119 км на північний схід від Бухареста, 56 км на південний захід від Бреїли, 123 км на північний захід від Констанци, 73 км на південний захід від Галаца.

## Населення
За даними перепису населення 2002 року у селі проживали 44 особи, усі — румуни. Усі жителі села рідною мовою назвали румунську.